# Clearlake Oaks (Kalifornija)
Clearlake Oaks je naseljeno područje za statističke svrhe u američkoj saveznoj državi Kalifornija. Prema popisu stanovništva iz 2010. u njemu je živjelo 2,359 stanovnika.